# Anja Milenkovič
Anja Milenkovič, slovenska nogometašica, *23. junij 1982, Ljubljana.

## Kariera
Milenkovičeva je kariero začela leta 2001 v klubu Tiskarna Novo mesto. Tri leta kasneje je podpisala prvo pogodbo z ŽNK Krka. S Krko je osvojila tri naslove prvakinj in dva pokala. Zaigrala je tudi v UEFA Women's Cup.
Po štirih sezonah pri Krki je leta 2008 podpisala pogodbo z italijanskim prvoligašem UPC Tavagnacco. Leto kasneje je podpisala novo pogodbo z avstrijskim klubom SK Kelag Kärnten, kjer je ostala dve leti, nato pa se je leta 2011 vrnila v Serie A in 2011, v klub Calcio Chiasiellis.
Med leti 2009 in 2014 je bila članica  Slovenske ženske nogometne reprezentance.